# Варела, Мануэль
Мануэль Варела (исп. Manuel Varela; 1892, Уругвай — 1927) — уругвайский футболист, полузащитник, двукратный чемпион Южной Америки и Уругвая по футболу.

## Карьера
На клубном уровне Мануэль Варела выступал за две самые популярные и наиболее титулованные команды Уругвая — «Пеньяроль» и «Насьональ».
Участвовал в чемпионате Южной Америки 1916 года — первом в истории подобном турнире. Уругвай стал первым чемпионом континента, и Варела сыграл во всех трёх матчах — с Чили, Бразилией и Аргентиной.
Следующий чемпионат Южной Америки 1917 года сборная Уругвая также выиграла. Варела опять сыграл в трёх матчах — с Чили, Бразилией и Аргентиной. Когда за 20 минут до конца матча с Аргентиной вратарь уругвайцев Каэтано Сапорити получил травму, Варела встал в ворота и в оставшееся время не пропустил голов.
В последний раз Варела принял участие в чемпионате Южной Америки 1919 года в Бразилии, где Уругвай занял второе место. Он играл во всех четырёх матчах — с Аргентиной, Чили и два матча против сборной Бразилии (включая «золотой матч»). В матче против Аргентины Варела забил в свои ворота, однако Уругвай сумел выиграть со счётом 3:2.
Всего Мануэль Варела сыграл за сборную 18 матчей.

## Титулы
- Чемпион Уругвая (6): 1918, 1919, 1920, 1922, 1923 (АУФ), 1924 (АУФ)
- Чемпион Южной Америки (2): 1916, 1917